# Baldufa de mà

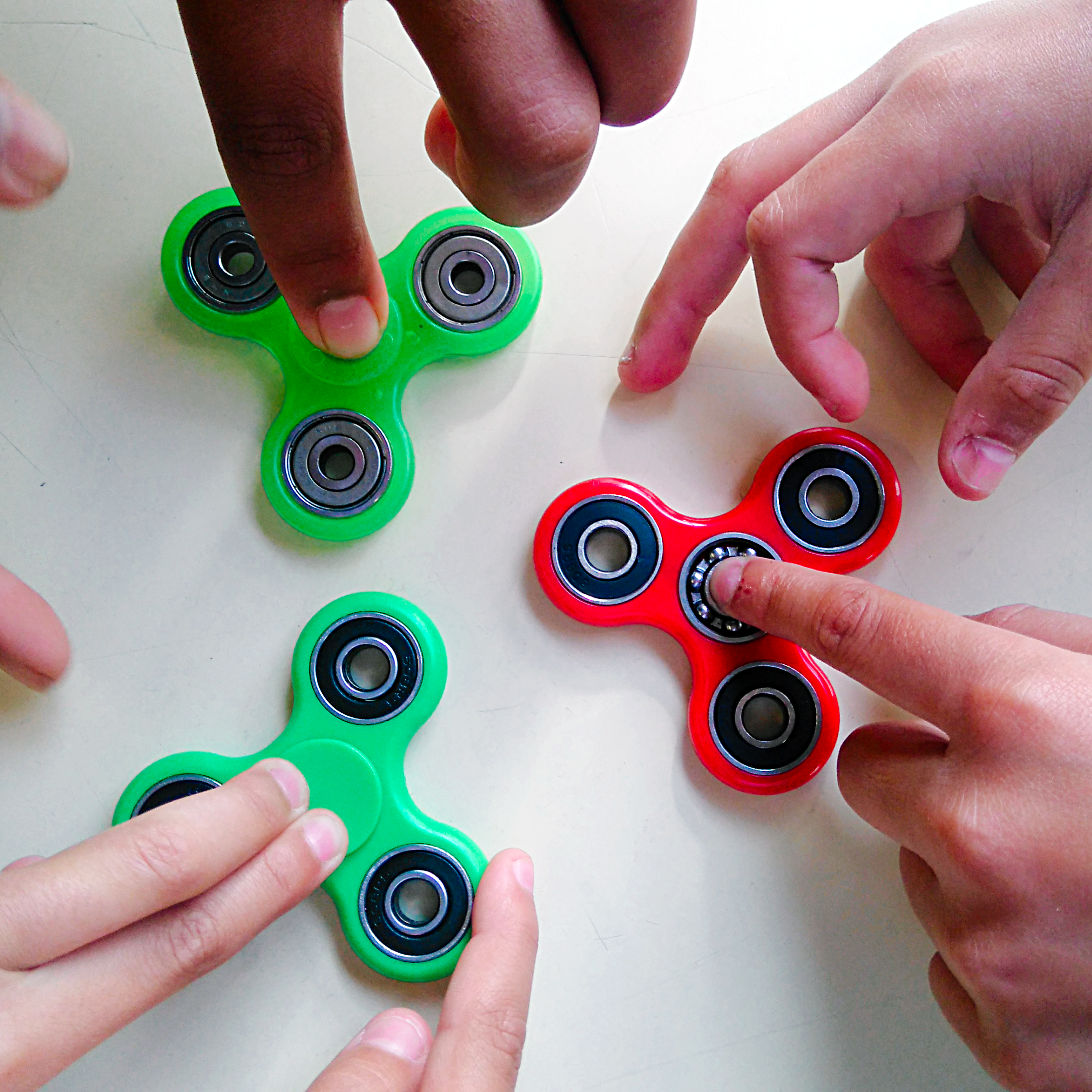
Baldufes de mà

Una baldufa de mà, Fidget Spinner, o simplement Spinner, és una joguina semblant a un petit dron, feta de plàstic, acer o altres materials i constituïda per un eix central amb dos, tres o més braços, els quals acaben en uns cèrcols amb rodaments. L'objectiu de jugar amb un d'aquests artilugis és aconseguir fer-lo girar el màxim de temps possible emprant els dits, el front, la punta del nas o qualsevol altra part del cos.
El 1993, Catherine Hettinger va patentar aquesta joguina que havia inventat i construït per entretenir la seva filla de 7 anys. El 2005, Hettinger va perdre la patent en deixar de pagar els 400$ que se li demanaven pels drets de renovació. Un parell de dècades després, però, l'invent s'ha fet molt popular i es venen milions d'unitats a tot el món. La seva gran popularitat entre els i les escolars ha fet que en alguns col·legis s'hagin arribat a prohibir, ja que es considera que distreuen l'alumnat.
En països com EUA o Regne Unit les baldufes de mà s'han comercialitzat com a eines d'ajuda per a pacients amb autisme, dèficit d'atenció, estrès, ansietat o depressió. Tot i que, no hi ha estudis concloents, sembla que aquesta joguina pot ajudar a reduir l'ansietat i a augmentar la capacitat de concentració.